# Hermann Haase (Maler)
Hermann Haase (* 21. August 1862 in Hamburg; † 31. Juli 1934 in Marktzeuln) war ein deutscher Maler, Zeichner und Publizist.

## Frühe Jahre

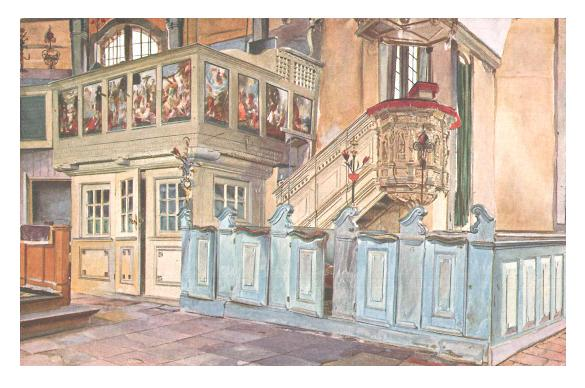
Eine von Haase gemalte Innenansicht der St. Johanniskirche in Curslack

Hermann Haase begann eine Berufsausbildung als Maschinenbauer bei der Zeitungs- und Verlagsdruckerei J.F. Richter. Er folgte einer Empfehlung der Gewerbeschule und wechselte innerhalb des Betriebs zu einer Ausbildung als gewerblicher Zeichner. 1882 erhielt er eine Stelle als Illustrator bei Hans Speckter.
Ab 1883 zeichnete Haase gegen Honorar für die Dokumentation der Sammlung des Museums für Kunst und Gewerbe. Außerdem erstellte er Dekorationsmuster, die für diverse Maltechniken verwendet werden konnten. Besonders gut kamen seine Entwürfe für Blaumalereien auf Fayencen an. Zu seinen Kunden gehörte die Keramische Fabrik A. H. Wessely. Außerdem kamen die Vorlagen bei den Kachelöfen im Hamburger Rathaus und im Schloss Bergedorf, dessen Wandfliesen er ebenfalls gestaltete, zum Einsatz. Für die Tischlerwerkstatt des Rauhen Hauses kreierte er Möbel mit Kerbschnittverzierung, wofür er 1889 einen Preis bei einer Ausstellung erhielt. Zudem entwarf er Stickmuster und Lederschnitte.
Vor 1900 malte Haase mit schwarzer oder Sepia-Tusche viele Ansichten Hamburgs. Er arbeitete dabei äußerst präzise. Verleger gaben davon im Lichtdruckverfahren erstellte Bildmappen heraus.
Haase und der Maler und Publizist Oskar Schwindrazheim (1865–1952) nahmen gemeinsam an seinerzeit geführten Gesprächen teil, das Kunstgewerbe zu reformieren. Sie riefen 1888 die Gruppe der „Hamburger Pflanzenkünstler“ ins Leben. Die beteiligten Künstler schufen Dekore, die sich an Zeichnungen aus der Natur orientierten. Daraus entstand 1891 der Verein „Volkskunst“. Über eine eigene Zeitschrift stellte der Verein Motive zur Verfügung, die ländliche Handwerker der jüngeren Vergangenheit zeigten, die bevorzugt aus dem Hamburger Umland stammten.

## Arbeiten für das Museum für Kunst und Gewerbe
1896 erhielt Haase von Justus Brinckmann, dem Direktor des Museums für Kunst und Gewerbe, einen Auftrag, der sein weiteres künstlerisches Schaffen prägte: Brinckmann interessierte sich sehr für künstlerische Darstellung ländlicher Handwerker, insbesondere in den Vierlanden. Daher bat er Haase, vor Ort Aquarelle und Zeichnungen zu erstellen. Erste Werke waren 1898 im Museum für Kunst und Gewerbe zu sehen.
In der Folgezeit malte Haase umfangreich. 1905 hatte er 700 Aquarelle geschaffen, die kommentiert in Hamburg und anderen Städten wie Flensburg ausgestellt wurden. 1910 gab er das Katalogbuch „Tracht, Haus und Hof der Vierländer“ heraus. Es umfasste 1165 Tafeln und hatte lediglich sechs farbige Abbildungen. Die Bilder befanden sich zu diesem Zeitpunkt im Besitz der Familie Sieveking, die sie angekauft hatten. Haases Buch gilt als nachhaltig bedeutend, da er umfangreich das Leben der ländlichen Bevölkerung und deren Kultur dokumentierte. Dabei ging er auf unterschiedliche Funktionen und das Brauchtum ein und ließ den Bewohnern Platz zur Selbstdarstellung. Die Werke benannte er in niederdeutscher Sprache. Hilfe bei den Aufzeichnungen bekam er wahrscheinlich von seiner Ehefrau Lu Ragnfrid, die oft gemeinsam mit ihrem Mann reiste.
Das Museum für Kunst und Gewerbe erstellte eine Sammlung, die Zweitfassungen der Tafeln enthielt, deren Verzeichnis nicht mit dem des Kataloges übereinstimmte. Die Gemälde mit Häusern der Vierlande und deren Inneneinrichtungen übernahm das ausgelagerte Hamburger Denkmalarchiv unter der Leitung von Richard Stettiner. Seit 1921 befindet sich die Sammlung im Museum für Hamburgische Geschichte, das die Bilder bis heute aufbewahrt. Das Museum für Kunst und Gewerbe behielt die Werke zu Kleidung, Geräten und Arbeitsweisen.
1926 fügte Haase der Sammlung weitere 107 Bilder mit gedruckten Beschreibungen zur „Vierländer Botanik“ hinzu. Später ergänzte er eine Serie von Tafeln, die aus Pflanzen gefertigtes Kinderspielzeug zeigten. 1930 gab er gemeinsam mit seiner Frau die Anthologie „Kinderseelen“ heraus, die schriftliche Beiträge von Schulkindern der Vierlanden zwischen 1867 und ungefähr 1905 enthielt.

## Sonstiges Schaffen
Haase beschäftigte sich nicht nur mit den Vierlanden, sondern erstellte für das Denkmalarchiv auch viele Zeichnungen und Aquarelle, die Bauten und Einrichtungen der Hamburger Innenstadt, den Vororten und dem Umland zeigen. Außerdem arbeitete er für die kulturgeschichtlichen Museen in Flensburg und Kiel, für die er zumeist Schnitzereien und Textilgestaltungen bildlich festhielt.

## Tod
Hermann Haase starb 1934 während einer langen Reise, die er für Malstudien unternommen hatte. Sein Grab befand sich zunächst in Oberfranken. Mitglieder des von Brinckmann, Schwindrazheim und Haase gegründeten  Vereins für Vierländer Kunst und Heimatkunde fanden sich später mit Georg Herman Sieveking zu einem Freundeskreis zusammen, der eine Sargüberführung organisierte. An der feierlichen Beisetzung zwei Jahre nach dem Tod Hermann Haases auf dem Friedhof Neuengamme beteiligten sich auch die Nationalsozialisten. Das Museum für Kunst und Gewerbe organisierte anlässlich der Beisetzung letztmals eine große Ausstellung der Werke des Künstlers.